# Walter Brandmüller
Walter Brandmüller (Ansbach, 5 januari 1929) is een Duits theoloog, mediëvist en een kardinaal van de Rooms-Katholieke Kerk.
Brandmüller, zoon van een officier, studeerde aan de Ludwig-Maximilians-Universität München, waar hij in 1963 promoveerde op het proefschrift Das Wiedererstehen katholischer Gemeinden in den Fürstentümern Ansbach und Bayreuth. Zijn Habilitationsschrift handelde over het Concilie van Pavia-Siena (1423-24). Hij werd hierna hoogleraar aan de filosofisch-theologische Hogeschool van Dillingen an der Donau. Van 1971 tot zijn emeritaat in 1997 was hij hoogleraar in de Middeleeuwse Kerkgeschiedenis aan de Universiteit Augsburg.
Sinds 1981 was Brandmüller lid van het Pauselijk Comité voor de Geschiedwetenschappen, waarvan hij sinds 1998 president was. Ook was hij voorzitter van de Internationale Commissie voor vergelijkende Kerkgeschiedenis. Een van de zaken waar hij aldus bij betrokken raakte, was de rehabilitatie van Galileo Galilei, die in 1992 door paus Johannes Paulus II postuum in ere werd hersteld. In 2009 legde hij zijn functies neer.
Walter Brandmüller is een priester van het aartsbisdom Bamberg en een kanunnik van de Sint-Pietersbasiliek. In 1983 verhief de paus hem tot Ereprelaat van Zijne Heiligheid.
Brandmüller werd op 13 november 2010 bisschop gewijd; hij werd tevens benoemd tot titulair aartsbisschop van Caesarea in Mauritania, waarvan eerder de Nederlandse bisschop Gerard de Korte titulair bisschop was.
Brandmüller werd tijdens het consistorie van 20 november 2010 kardinaal gecreëerd. Hij kreeg de rang van kardinaal-diaken. Zijn titeldiakonie werd de San Giuliano dei Fiamminghi. Gelet op zijn hoge leeftijd kon Brandmüller niet meer deelnemen aan toekomstige conclaven.
Op 3 mei 2021 werd Brandmüller bevorderd tot kardinaal-priester. Zijn titeldiakonie werd tevens zijn titelkerk pro hac vice.

## Publicaties
- Galilei und die Kirche. Ein „Fall“ und seine Lösung. MM-Verlag, Aken 1994, ISBN 3-928272-35-7
- Wer ist Jesus Christus? Mythen, Glaube und Geschichte. (met Karlheinz Dietz, Leo Scheffczyk, Peter Stuhlmacher, Luise Abramowski, Franz Courth), MM-Verlag, Akenn 1995, ISBN 3-928272-44-6
- Das eigentlich Katholische. MM-Verlag, Aken 1997, ISBN 3-928272-59-4
- Christus in den Sakramenten der Kirche. MM-Verlag, Aken 1998, ISBN 3-928272-04-7
- Das Konzil von Konstanz 1414-1418. Verlag Schöningh, Paderborn. - Deel 1: Bis zur Abreise Sigismunds nach Narbonne, 2e druk 1999, ISBN 3-506-74698-7. - Deel 2: Bis zum Konzilsende, 1997, ISBN 3-506-74691-X
- Das Konzil von Pavia-Siena 1423-1424. Verlag Schöningh, Paderborn 2002, ISBN 3-506-74675-8
- Briefe um das 1. Vaticanum. Verlag Schöningh, Paderborn 2005, ISBN 3-506-71359-0
- Der Fall Galilei und andere Irrtümer. Macht, Glaube und Wissenschaft. (met Ingo Langner), Sankt-Ulrich-Verlag, Augsburg 2006, ISBN 3-936484-81-3
- Licht und Schatten. Sankt-Ulrich-Verlag, Augsburg 2007, ISBN 3-936484-99-6